# Vicente Lunardi

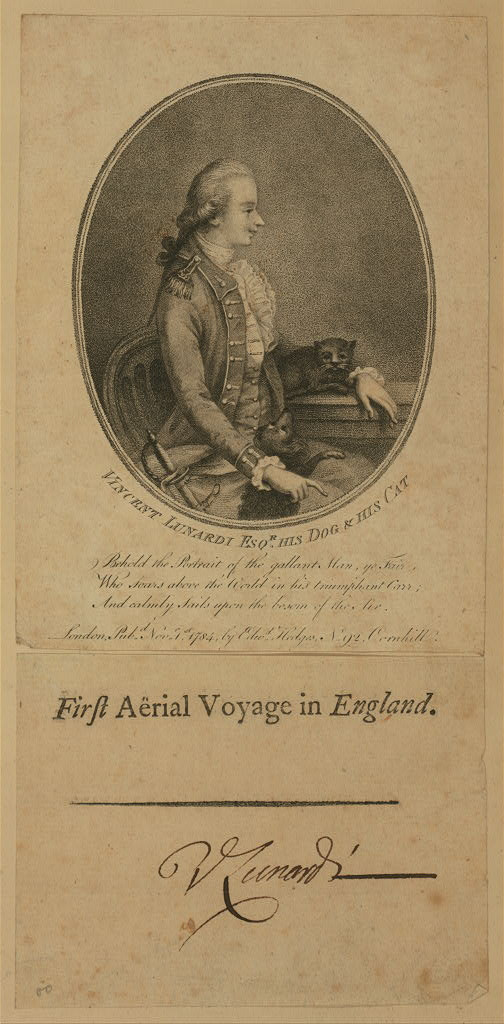
Retrato de Lunardi hacia 1784. Firma del propio Lunardi en la parte inferior.

Vincenzo Lunardi (Lucca, 11 de enero de 1759 - 1 de agosto de 1806) fue un aeronauta italiano.

## Biografía
El 15 de septiembre de 1784, mientras era embajador de Nápoles, realizó una extensión en globo aerostático en Londres, su vuelo duró dos horas y 15 minutos, después de esta feliz experiencia, se dedica exclusivamente a la aerostación realizando numerosas experiencias en globo por Europa.
Su primer intento en España lo realizó el 12 de agosto de 1792 en los Jardines del Buen Retiro en presencia del príncipe Fernando, no fue del todo satisfactorio pues sólo alcanzó 300 m de altura antes de caer en la localidad Daganzo de Arriba.
Efectuó una exhibición para recaudar fondos destinados a los Reales Hospitales, desde la plaza de la Armería del Palacio Real  con la presencia de Carlos IV, la reina María Luisa de Parma y Manuel Godoy el 8 de enero de 1793, el vuelo termina tras dos horas de viaje en el Monte de Pozuelo. Después realizaría dos viajes más, uno consiguió llegar a la Cañada, en las proximidades de Madrid, el último aterrizó en Horcajo de la Sierra-Aoslos (Madrid).